# Trogaspidia
Trogaspidia — род ос-немок из подсемейства Mutillinae.

## Распространение
Афротропика, Ориентальная область, Палеарктика  в Европе 1 вид. Для СССР указывалось около 3 видов.

## Описание
Как правило, мелкие пушистые осы (5-10, иногда до 16 мм). Тело чёрное с ржаво-красной грудью. Наличник с подогнутой, явственно вогнутой вершинной половиной и бугорком у основания. У самцов 13-члениковые усики, у самок — 12-члениковые. Тело в густых волосках. Самка осы пробирается в чужое гнездо и откладывает яйца на личинок хозяина, которыми кормятся их собственные личинки.

## Систематика
Один из крупнейших родов Ос-немок. В Ориентальной области более 130 видов, в Афротропике около 100 видов (Nonveiller 1994, 1995, 1996). В Палеарктике около 18 видов.

### Виды Европы
- Trogaspidia catanensis (Rossi, 1794)
- другие

### Другие виды
- Trogaspidia lingnani (Mickel, 1933)  [4][5]
- Trogaspidia pagdeni (Mickel, 1933) (= Timulla (Trogaspidia) pagdeni nodoa Mickel, 1933)[4]
- Trogaspidia pittsi Williams, 2019 — Таиланд[4]
- Trogaspidia wilsoni Williams, 2019 — Таиланд[4].